# Инициативная группа Польской рабочей партии
Инициативная группа (пол. Grupa Inicjatywna) — группа польских эмигрантов-коммунистов, созданная в июне (по другим данным — в конце июля-начале августа) 1941 года с разрешения ИККИ с целью восстановления деятельности польской компартии. Одно время также именовалась «национальной группой». Сыграла важную роль в организации партизанского движения в оккупированной Польше и создании Польской рабочей партии.

## История
22 июня 1941 года нацистская Германия начала вторжение на территорию Советского Союза, что побудило Коминтерн, до этого сдержанно воспринимавшего партизанскую борьбу коммунистов в оккупированных фашистами странах, значительно активизировать свою деятельность. Наряду с поддержкой национального антифашистского восстания в Югославии, было решено укрепить позиции и на передовом плацдарме агрессоров — Польше. Коммунистическая партия Польши была распущена в 1938 году из-за идеологической ненадёжности, большая часть её актива либо эмигрировала в СССР, либо влилась в Польскую социалистическую партию, которая понесла крупные потери в ходе боёв с немецкими войсками и последующего преследования после оккупации Польши фашистской Германией.
В первые дни июля 1941 года Генеральный секретарь Коминтерна Георгий Димитров пригласил несколько эмигрировавших в СССР польских коммунистов в школу Коминтерна в Кушнаренково. Он сообщил, что ИККИ принял решение восстановить деятельность коммунистической партии в Польше, но на более широкой (с учётом опыта предвоенных народных фронтов) социальной базе, и поручил сформировать организационную группу.
27 августа Иосиф Сталин одобрил инициативу руководства Коминтерна, но попросил не использовать в названии новой партии термин «коммунистическая» — это, по его мнению, могло бы отпугнуть антифашистски настроенных людей. 29 августа Димитров передал слова Сталина польским коммунистам, не все из которых восприняли их без сомнений.
Из находившихся в Москве эмигрантов были выбраны около 10 человек, которые прошли десантную подготовку. Предусматривалось, что они десантируются на польскую территорию, установят контакт с находящимися в подполье коммунистами и социалистами, и смогут организовать их объединение в новую компартию. До сентября 1941 года велась организационная работа над программными положениями новой партии. Группа подчеркнула необходимость создания Национального фронта для борьбы с нацистской Германией, защиты интересов трудящихся и их освобождения от ига капитализма.

## Состав
В состав Инициативной группы вошли:
- Марцелий Новотко,
- Павел Финдер,
- Болеслав Молоец,
- Иван (Ян) Турлейский,
- Пинкус Картин,
- Чеслав Сконецкий,
- Роман Шлива,
- Якуб Александрович,
- Люциан Партински,
- Анастасий Ковальчик,
- Августин Мицал,
- Феликс Паплински,
- Юзеф Вечорек.

Первая попытка их переброски в Польшу сорвалась — самолет с членами Инициативной группы разбился 26 сентября 1941 года вскоре после взлета из аэропорта Вязьмы. В результате аварии Ян Турлейский погиб, а Сконецкий, Шлива и Александрович получили травмы. Умершего Турлейского заменила Мария Руткевич, а Партински был выведен из состава группы в связи с поручением ему другого задания. Из-за приближения линии фронта к Москве, группа была эвакуирована в Уфу, но после советского контрнаступления — возвращена в Москву для второй попытки заброски.
В ночь с 27 на 28 декабря 1941 года шесть членов Инициативной группы (Новотко, Финдер, Молоец, Картин, Сконецкий и Руткевич) были успешно десантированы недалеко от деревни Вижовна под Варшавой. Во время приземления Новотко получил перелом ноги, а радиопередающая и приемная станция группы (которая приземлялась на отдельном парашюте) была утеряна (радистом должна была быть Руткевич). Новотко, Финдер и Руткевич смогли организованно добраться до предместья Варшавы, остальные проникли в город по-отдельности. Вскоре все они встретились с польскими подпольщиками в квартире Варшавского жилищного кооператива в Жолибоже.
5 января 1942 года эта группа провозгласила создание Польской рабочей партии.
В ночь с 5 на 6 января к ним присоединилась остальная часть группы — Александрович (выброшенный в Бяла-Подляском повяте), Августин Мицал (сброшенный в Жешувском повяте), Ковальчик, Паплински и Шлива (десантированные в Коньский повет). В ночь с 19 на 20 мая 1942 года в помощь к ним была десантирована так называемая Вторая инициативная группа, в которую входили:
- Малгожата Форнальска,
- Ядвига Людвинска,
- Петр Дражкевич,
- Александр Ковальский,
- Ян Красицки,
- Ян Грушчинский.

и два радиотелеграфиста:
- Мечислав Хейман,
- Вацлав Штек.

По прибытии в страну, Инициативная группа установила радиосвязь со штабом в ГРУ РККА.